# NGC 3603-B
NGC 3603-B는 NGC 3603에서 가장 무거운 별로 용골자리 방향으로 지구로부터 약 24,500 광년 떨어져 있다. 질량은 태양의 약 132 배로 에딩턴 한계에 가까운 수치이다. 현 항성 탄생 이론을 적용하여 거꾸로 올라가면 이 별이 태어났을 때 질량은 태양의 약 166배 정도로 추측된다. 형태 상으로 볼프-레이에별이며 다중성계 HD 97950의 구성원이다.